# Valea Poienii (Râmeț), Alba
Valea Poienii este un sat în comuna Râmeț din județul Alba, Transilvania, România.

## Obiective turistice
- Rezervația naturală Vânătările Ponorului.

 Acest articol despre o localitate din județul Alba este deocamdată un ciot. Puteți ajuta Wikipedia prin completarea lui.